# Alberto Caracciolo (storico)
Mario Alberto Caracciolo (Livorno, 20 maggio 1926 – Roma, 2002) è stato uno storico italiano.

## Biografia
Figlio del generale Mario Caracciolo di Feroleto e padre del giornalista Lucio Caracciolo, fu iscritto, assieme alla moglie - la giurista Giuliana D'Amelio - al Partito Comunista Italiano, da cui tuttavia uscì nel 1956 in segno di protesta contro l'invasione sovietica dell'Ungheria.
Allievo di Federico Chabod, diresse la Fondazione Basso e insegnò nelle università di Macerata, Perugia e infine Roma, presso La Sapienza, come titolare della cattedra di storia moderna. Nel 1966 fondò la rivista quadrimestrale Quaderni storici, inizialmente con il nome Quaderni storici delle Marche. Formatosi nell'alveo della storiografia marxista, si avvicinò successivamente alla Scuola delle Annales. Storico dell’economia, con un'attenzione particolare all'ambiente e alla cosiddetta microstoria, produsse anche studi importanti sulla Roma moderna. La sua biblioteca è stata donata all'Università degli Studi di Roma Tor Vergata.

## Opere principali
- L'occupazione delle terre in Italia, Roma, Edizioni di cultura sociale, 1950
- Il movimento contadino nel Lazio: 1870-1922, prefazione di Aldo Natoli, Roma, Edizioni Rinascita, 1952
- Roma capitale: dal risorgimento alla crisi dello stato liberale, Roma, Edizioni Rinascita, 1956; poi Roma, Editori riuniti, 1974
- L'inchiesta agraria Jacini, Torino, Einaudi, 1958
- Stato e società civile: problemi dell'unificazione italiana, Torino, Einaudi, 1960; 2ª edizione rivista e aumentata 1968
- Domenico Passionei, tra Roma e la repubblica delle lettere, Roma, Edizioni di storia e letteratura, 1968
- Il Parlamento nella formazione del Regno d'Italia, Milano, Giuffrè, 1972
- La storia economica, Torino, Einaudi, 1973
- Lo Stato Pontificio da Martino V a Pio IX,  in collab. con Mario Carnevale, UTET, 1978
- L'albero dei Belloni: una dinastia di mercanti del Settecento, Bologna, Il mulino, 1982
- La città moderna e contemporanea, Napoli, Guida, 1982
- L'ambiente come storia: sondaggi e proposte di storiografia dell'ambiente, Bologna, Il mulino, 1988
- I sindaci di Roma, Roma, Donzelli, 1993